# Alberto Campos Hernández
Alberto Campos Hernández (ur. 5 czerwca 1951 w Fresnillo) – peruwiański duchowny rzymskokatolicki, w latach 1998-2011 wikariusz apostolski San José de Amazonas.

## Życiorys
Święcenia kapłańskie przyjął 2 sierpnia 1979. 17 stycznia 1998 został mianowany wikariuszem apostolskim San José de Amazonas ze stolicą tytularną Vicus Augusti. Sakrę biskupią otrzymał 30 maja 1998. 8 sierpnia 2011 zrezygnował z urzędu.